# (11712) Kemcook
(11712) Kemcook (1998 HB51) – planetoida z pasa głównego asteroid okrążająca Słońce w ciągu 4,22 lat w średniej odległości 2,61 j.a. Odkryta 25 kwietnia 1998 roku.